# Only Tools And Corpses
Only Tools And Corpses — второй студийный альбом британского дэт-грайнд-коллектива Gorerotted, изданный лейблом Metal Blade Records в ноябре 2003 года.

## Обзор
Музыка совмещает в себе элементы панк-рока, грайндкора и трэш-метала. Кроме этого, двойная бас-бочка и основные элементы грайндкора, создающие тональный фон для «плотных» гитар, играемых на очень высокой скорости, прямо говорят о влиянии американского дэт-метала. Иногда встречаются короткие рок-н-ролльные партии, например в композиции «To Catch A Killer». Помимо этого, музыканты привнесли юмор, добавив элементы ярмарочной музыки в соло этой же композиции.
Другой особенностью звучания альбома является нарочитая мультяшность. Участники группы активно скандируют свои песни. Однако после окончания «Can’t Fit Her Limbs In The Fridge», выделяющейся тэппингом, альбом становится более монотонным.
Тексты песен наполнены юмором на кровавую тематику, повествуют о растлении полусгнивших девочек в разрытых могилах, пожирании у похороненных мужчин ещё уцелевших половых органов и прочем. А на обложке изображены глазные яблоки, наколотые на вилки, и обмотанные кишками бензопилы.

## Отзывы критиков
| Оценки критиков       | Оценки критиков       |
| Источник              | Оценка                |
| Русскоязычные издания | Русскоязычные издания |
| --------------------- | --------------------- |
| Dark City             | [ 1 ]                 |
| Rockcor               | [ 4 ]                 |
| Иноязычные издания    |                       |
| Exclaim! (1)          | (положительная)       |
| Exclaim! (2)          | (средняя)             |
| Laut.de               | [ 7 ]                 |
| Metal.de              | 8/10                  |
| Rock Hard             | 8.5/10                |

## Список композиций
| №  | Название                              | Длительность |
| -- | ------------------------------------- | ------------ |
| 1. | «Zombie Graveyard Rape Bonanza»       | 3:00         |
| 2. | «Hacked In The Back Dumped In A Sack» | 2:14         |
| 3. | «Fuck Your Arse With Broken Glass»    | 3:20         |
| 4. | «Only Tools And Corpses»              | 2:32         |
| 5. | «Her Gash I Did Slash»                | 3:11         |
| 6. | «Can't Fit Her Limbs In The Fridge»   | 2:43         |
| 7. | «Village People Of The Damned»        | 3:56         |
| 8. | «Masticated By The Spasticated»       | 3:36         |
| 9. | «To Catch A Killer»                   | 4:36         |

## Участники записи
- Бен Горскин — гроулинг
- Мр. Гор (Джейсон Мёрл) — скриминг
- Фил Уилсон — бас-гитара
- Тим Карли — электрогитара
- Мэтью Хобан — лид-гитара, однострунное банджо
- Джонатан Рашфорт — ударные
- Весь коллектив — продюсирование

Дополнительный персонал
- Дэйв Чанг — звукорежиссура, продюсирование
- Тим Туран — мастеринг
- SB Management — менеджмент
- Ash — фотография коллектива
- Джейк Карнс — обложка
- Graphics Ex — оформление и дизайн альбома